# Ramusella translamellata
Ramusella translamellata är en kvalsterart som beskrevs av Subías 1980. Ramusella translamellata ingår i släktet Ramusella och familjen Oppiidae. Inga underarter finns listade i Catalogue of Life.